# Gotthold Häussermann
Carl Gotthold Häussermann (* 22. Juli 1877 in Weiler zum Stein; † 15. März 1958 in Kornwestheim) war ein württembergischer Gutsbesitzer und Politiker.

## Familie
Gotthold Häussermann war der Sohn des Gutsbesitzers Jakob Friedrich Häussermann (1833–1905) in Weiler zum Stein und der Luise geb. Häußermann (1836–1912). Er hatte 13 Geschwister. 1906 heiratete er Pauline geb. Juzeler (1884–1931), sie hatten sieben Kinder.

## Beruf
Häussermann war wie sein Vater Landwirt und Besitzer des Gutshofs Heidehof in Weiler zum Stein im Oberamt Marbach. Daneben war er Bauernanwalt und Bezirksbauernführer. Er war Mitglied im Württembergischen Bauern- und Weingärtnerbund.

## Politik
1928 war er kurzfristig für den ausgeschiedenen Ernst Hornung Mitglied des Landtags des freien Volksstaates Württemberg. 